# Ashura

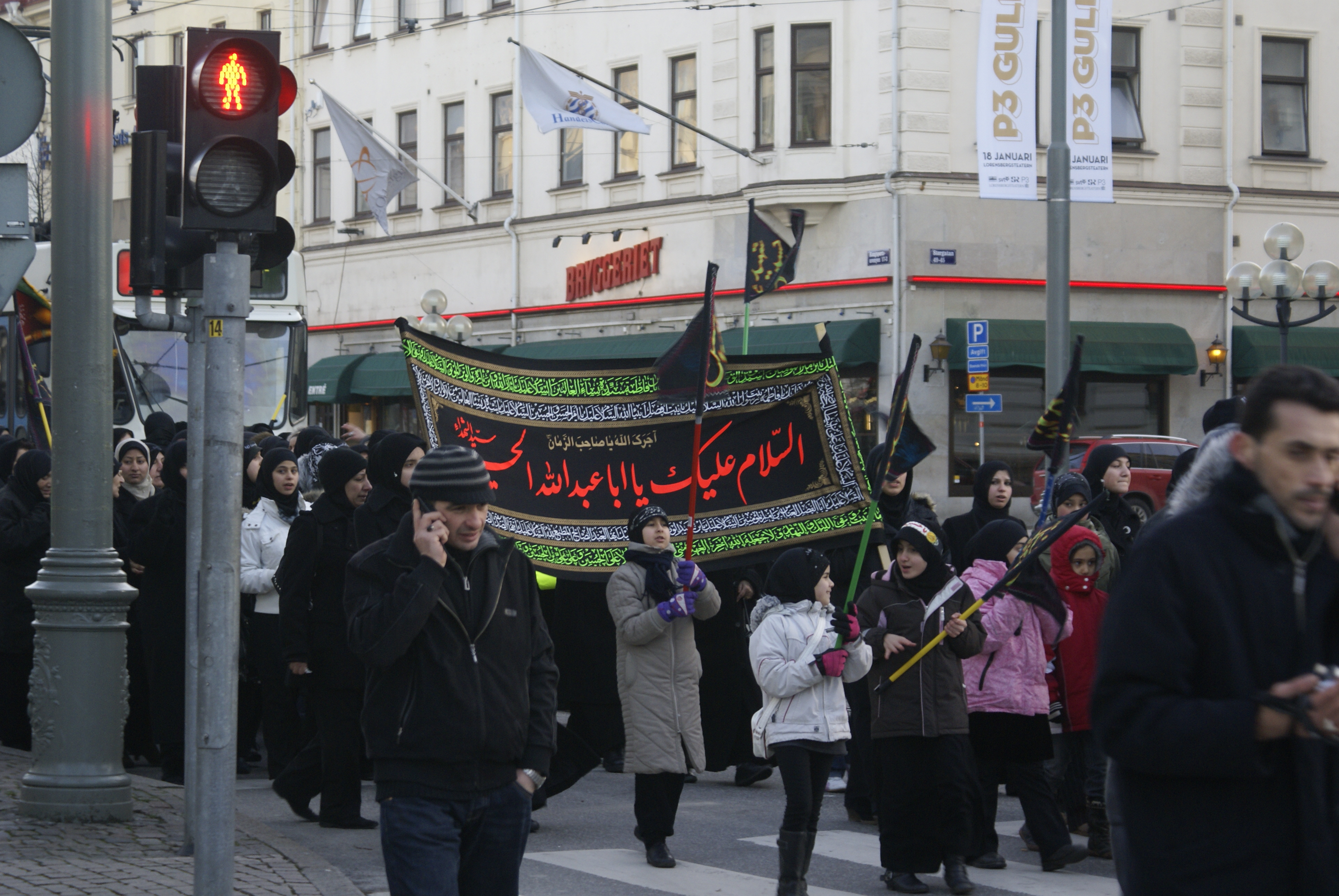
Ashuramanifestation i Göteborg

Ashura (arabiska: عاشوراء , ”den tionde”) är den tionde dagen i månaden muharram enligt den muslimska kalendern. För muslimerna är ashura den dag då Gud delade Röda havet så att Mose och hans följeslagare kunde undkomma den egyptiske faraon. Det är rekommenderat för alla muslimer att fasta denna dag. Den islamiske imamen Husayn led martyrdöden den dagen år 680 (61 AH) i slaget vid Karbala. Den islamiske profeten Muhammed anlände den dagen 622 till Medina från Mecka.

## Fastedag
Enligt de islamiska traditionerna var det ursprungligen obligatoriskt för muslimerna att fasta denna dag. Muhammed erfor att Medinas judar brukade fasta på den tionde dagen av Muharram. De sade att det var på den dagen som profeten Musa (Mose) och hans följeslagare korsade Röda havet och räddades från förföljelserna av farao i Egypten. När Muhammed fick höra detta från judarna sade han: "Vi är ännu närmare Musa än ni" och befallde muslimerna att fasta på Ashuradagen. När ramadans fastedagar senare infördes blev fastan på Ashuradagen frivillig.
Det har återberättats en tradition från den femte shiaimamen Muhammad al-Baqir, i vilken han sa att fastan under ashura har lämnats i samband med uppenbarelsen om fastan under månaden ramadan, och att göra det som lämnats är påhitt (bid'ah). Den sjätte shiaimamen al-Sadiq har även ifrågasatt fastande under ashura med tanke på att Husayn ibn Ali blev martyr den dagen.

## Shiitisk sorgehögtid

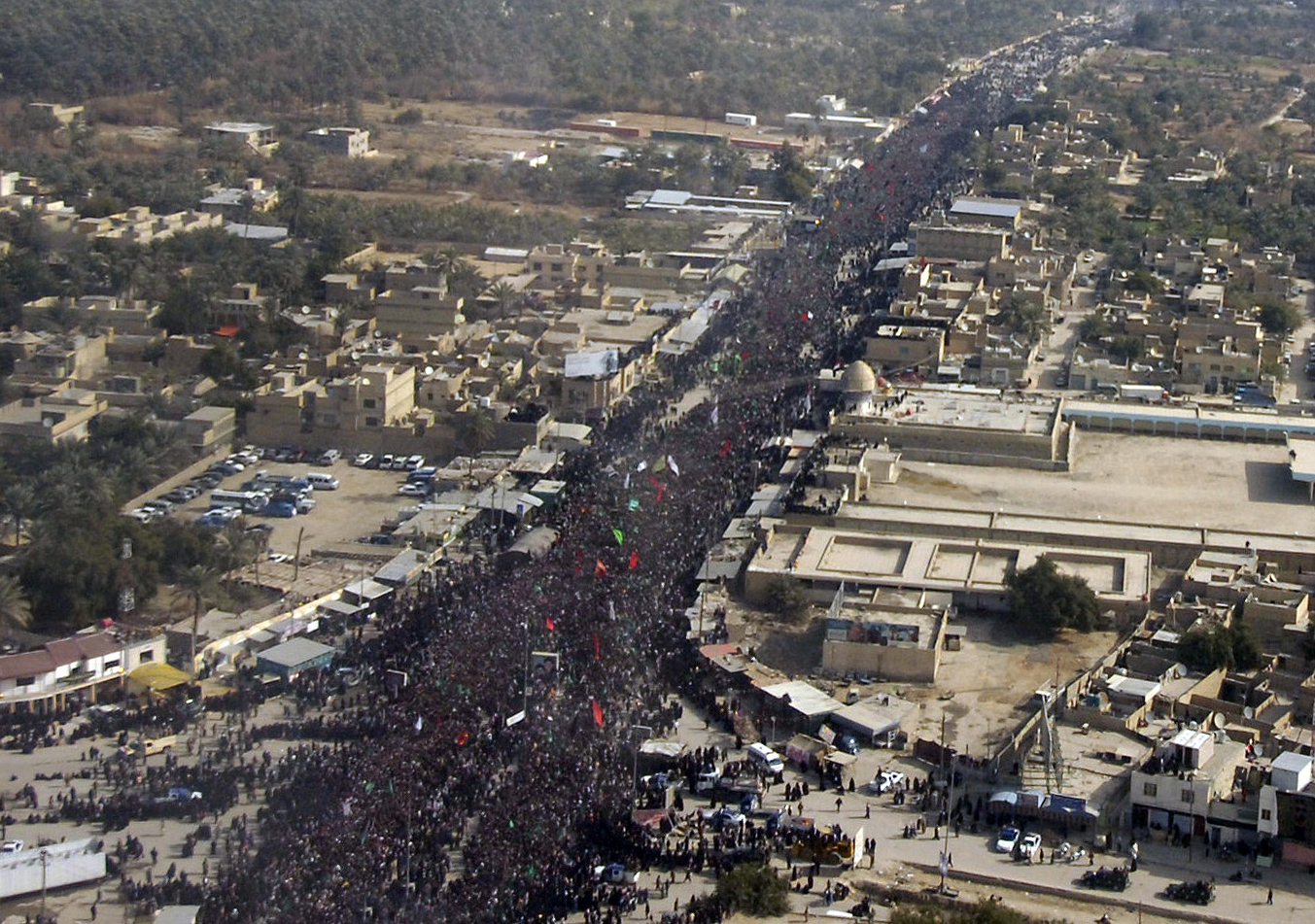
Pilgrimer samlas i Karbala under ashura.

Ashura är en stor religiös sorgehögtid för shiitiska muslimer och högtidlighålls till påminnelse av Husayns död. Denne var dotterson till Muhammed genom dottern Fatima och Ali. Han är även den tredje imamen för shiamuslimerna, men för sunnimuslimerna är Husayn den fjärde kalifen Alis son. 
År 680 vägrade Husayn att ge sitt trohetslöfte till den dåvarande kalifen Yazid. En del av Husayns anhängare i Irak kallade Husayn med syftet att försvara honom, men svek sitt löfte. När Husayn var framme i Karbala möttes han av  Yazids armé och en strid uppstod. Den slutade med Husayns död och han begravdes i Karbala. 
Enligt shiiterna är slaget vid Karbala en mycket viktig händelse i världshistorien. Sorgen över Husayns död manifesteras årligen i passionsspel (tazie). Det är de tio första dagarna i månaden muharram som på det sättet ägnas åt sorgeriter med höjdpunkt den 10:e dagen. Deltagarna lyssnar på föreläsningar och sheikhen återberättar krigets sorgliga händelser.
Oftast uttrycker shiiterna sin sorg genom att gråta och läsa dikter i samband med att slå handen över bröstet, men det finns även exempel där deltagare under den religiösa ritualen skadar sig själva allvarligt genom att späka sig med slipade kedjor eller svärd. Hur späkningen bör ske är en något omdiskuterad fråga inom shiiterna och många väljer att ge blod istället.
Imam Ali Islamic Center anordnar årligen en offentlig manifestation i Stockholm i samband med ashuradagen.

## Sunnitisk fest
Sunnimuslimer firar Ashuradagen som en glädjefest till minne av Muhammeds ankomst till Medina 622.

## Galleri

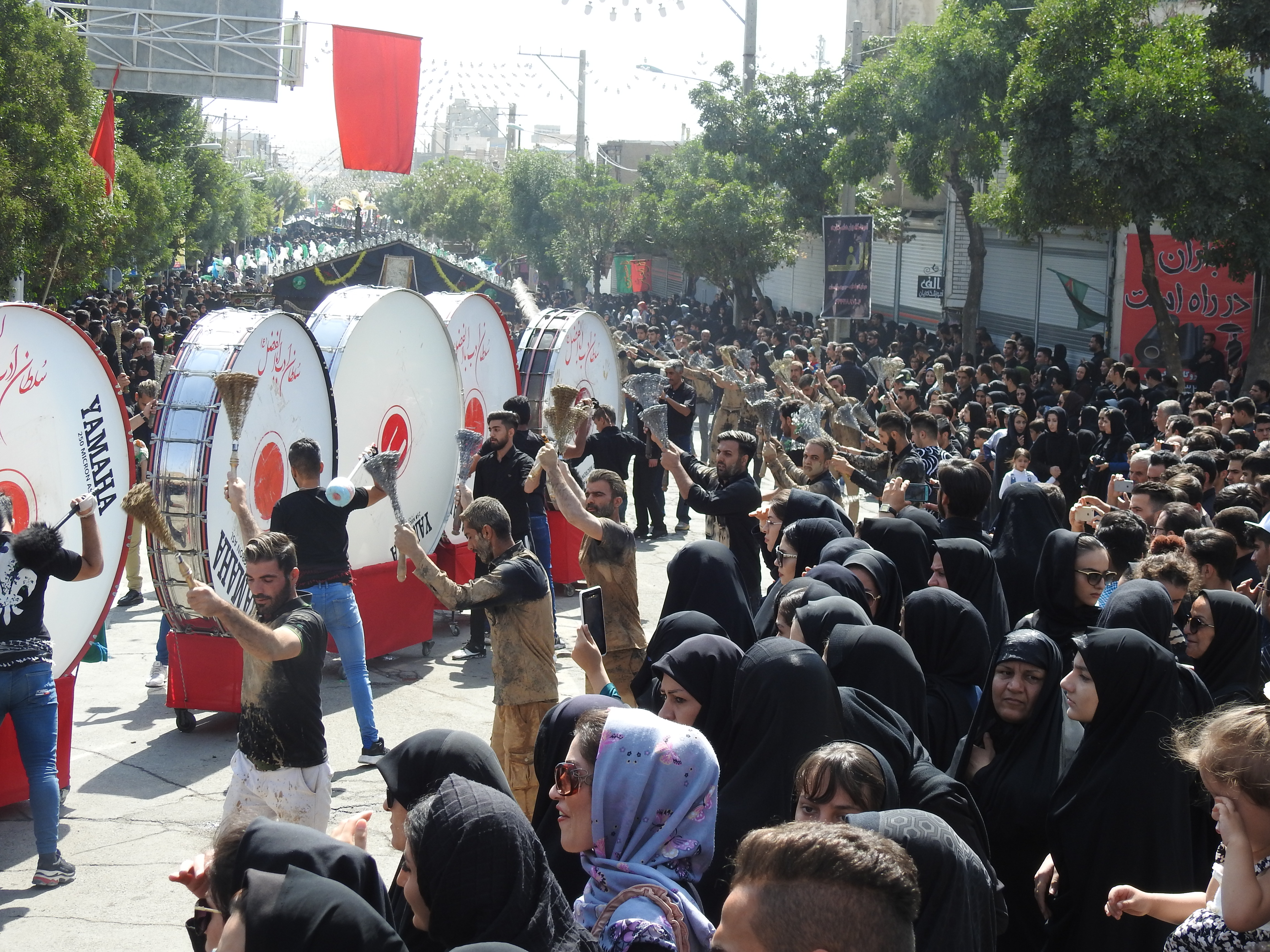
Ceremoni på en gata i Iran under ashura.
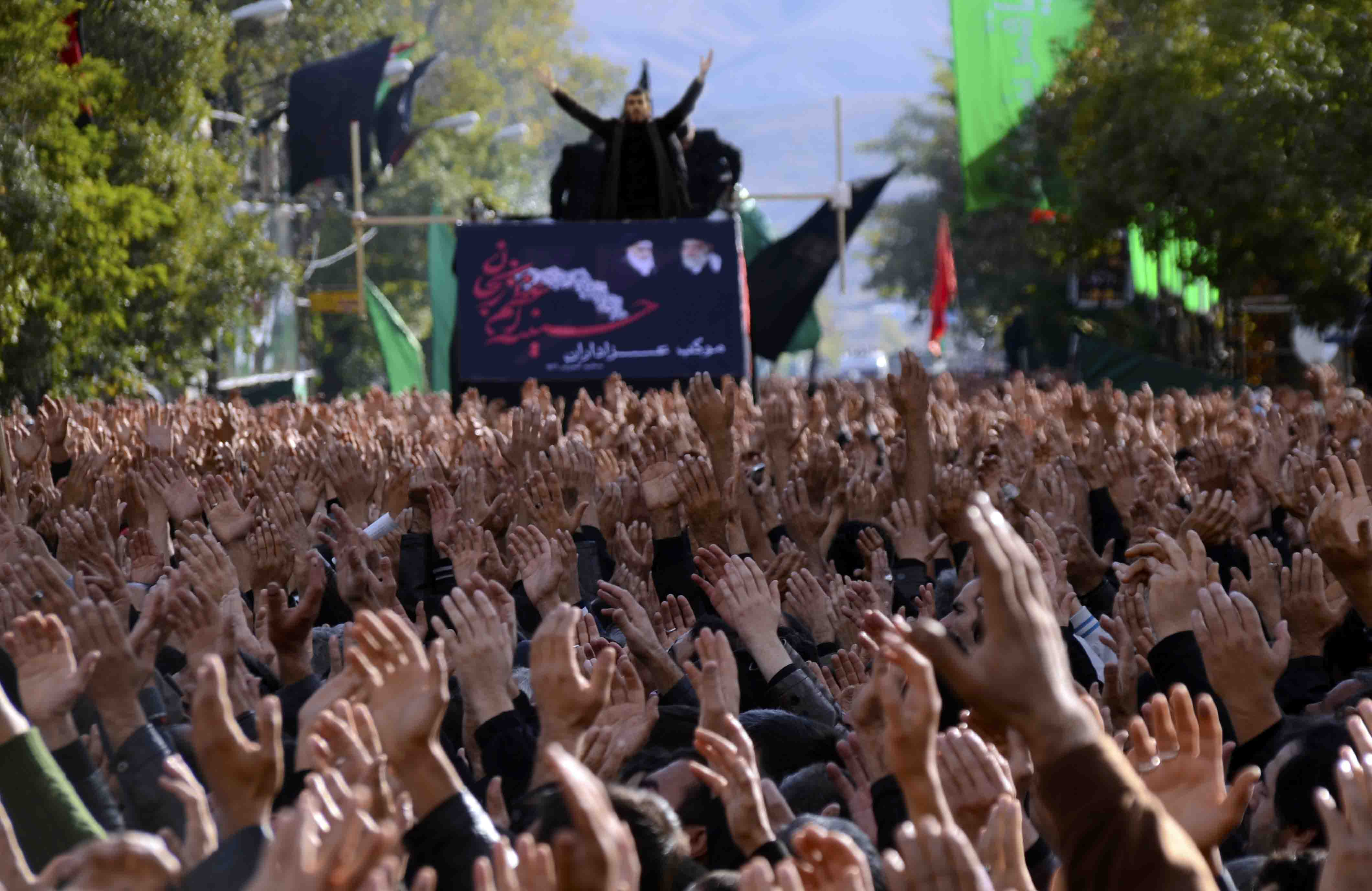
Shiiter sörjer utomhus i Iran.
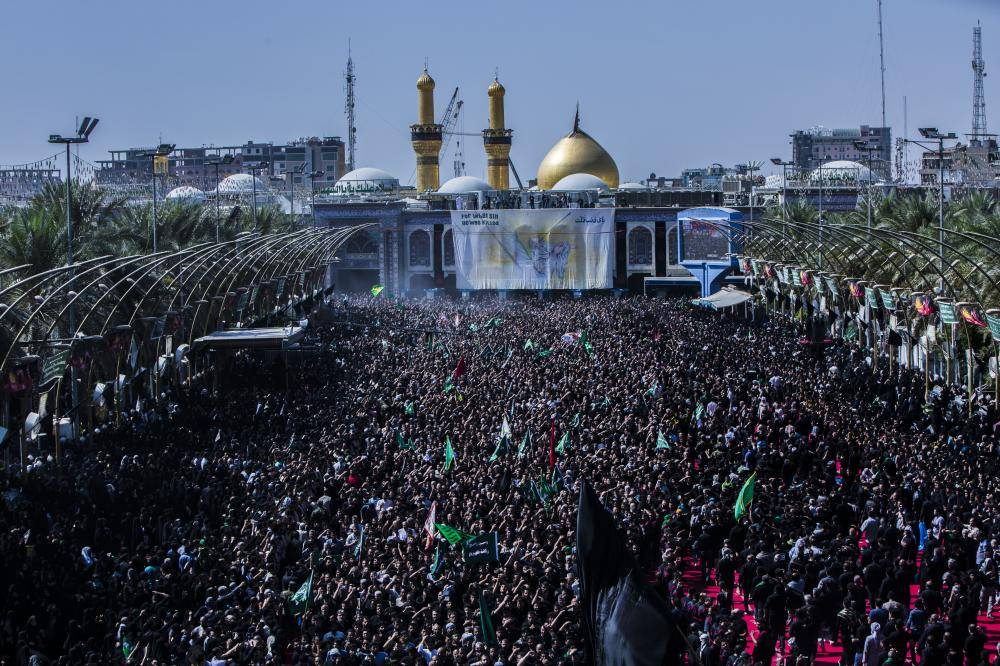
"Tuwairij run" i Karbala.
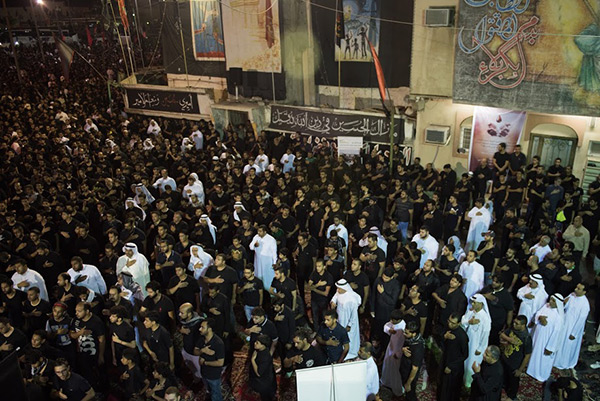
Shiiter sörjer i Qatif, Saudiarabien